# Fréhel
Fréhel, ursprungligen Marguerite Boulc'h, född 14 juli 1891, död 3 februari 1951, var en fransk sångerska och skådespelare. Under mellankrigstiden var hon populär inom musikgenren chanson réaliste.

## Filmografi i urval
- 1934 – La rue sans nom
- 1936 – Jag är en falskspelare
- 1937 – Pépé från Marseille
- 1939 – Berlingot et Compagnie
- 1939 – Lockfågeln
- 1950 – Lidelsernas kaj

## Fotnoter
1. 1 2  födelseattest.[källa från Wikidata]
2. 1 2  Internet Movie Database, IMDb-ID: nm0296998co0047972, läst: 13 augusti 2015.[källa från Wikidata]
3. ↑  GeneaStar, GeneaStar person-ID: boulchditefrehelm.[källa från Wikidata]
4. ↑  Roglo, person-ID på Roglo: p=marguerite;n=boulc+h.[källa från Wikidata]
5. ↑  Find a Grave, Find A Grave-ID: 11312427, läs online, läst: 9 oktober 2017.[källa från Wikidata]
6. ↑  Discogs, Discogs artist-ID: 255535, läst: 9 oktober 2017.[källa från Wikidata]
7. ↑  dödsattest.[källa från Wikidata]
8. ↑  läs online, www.geneanet.org .[källa från Wikidata]